# キューアンドエー
キューアンドエー株式会社は、訪問サポート、コールセンター/コンタクトセンター、会員制有償サポート事業を核に、サポート周辺の各種サービスを組み合わせ、トータルソリューションを提案するサポートサービス専門ベンダーである。
NECネッツエスアイ株式会社の連結子会社である。

## 沿革
- 1996年（平成8年）11月 - 横河電機の企業内ベンチャー制度として、マルチメディア関連機器の個人向け店頭販売を主な事業目的に横河マルチメディア株式会社を設立（資本金3億円）。
- 1997年（平成9年）7月 - 株式会社キューアンドエー設立。
- 2001年（平成13年）4月 - 株式会社キューアンドエーが横河マルチメディア株式会社を吸収合併し、横河キューアンドエー株式会社に社名変更。
- 2006年（平成18年）2月 - キューアンドエー株式会社に社名変更。
- 2011年（平成23年）
  - 7月 - 宮城県仙台市青葉区に、コンタクトセンターサービスを行う「第二仙台オペレーションセンター」を開設。
  - 11月 - 福岡市中央区に、コンタクトセンターサービスを行う「福岡マーケティングセンター」を開設。　
  - 11月28日 - 同年12月19日にジャスダック上場予定であったが、上場中止を発表[4]。
- 2012年（平成24年）12月 - 広島県広島市に、コンタクトセンターサービスを行う「広島オペレーションセンター」を開設。
- 2013年（平成25年）
  - 4月 - 人材派遣会社である株式会社アークパワー（現・キューアンドエーワークス）を子会社化。
  - 5月 - Appleの正規サービスプロバイダであるグローバルソリューションサービス株式会社と資本業務提携。
  - 6月 - テレマーケティング事業を展開する第一アドシステム株式会社を連結会社化。
  - 10月 - 第一アドシステム株式会社の社名を「ディー・キュービック株式会社」へ変更し、キューアンドエーのリレーションシップマーケティング事業を移管統合。ヘッドクォーターオフィスを東京都渋谷区の渋谷クロスタワーへ移転。
- 2014年（平成26年）7月 - 大阪市中央区に、コンタクトセンターサービスを行う「大阪オペレーションセンター」を開設。
- 2017年（平成29年）11月 - ヘッドクォーターオフィスを東京都渋谷区の笹塚センタービルへ移転。同年11月27日より営業開始
- 2018年（平成30年）7月 - 東京都渋谷区代々木に、コンタクトセンターサービスを行う「新宿オペレーションセンター」を開設。
- 2019年（令和元年）6月 - 業務効率化にともない、関西支社を大阪オペレーションセンターに、九州支店を福岡マーケティングセンターに統合

## 企業概要
売り上げは東日本電信電話（NTT東日本）が中心である。また、近年では従来のコンタクトセンター機能に加え「データマネジメント」「データ分析」「プロモーションプランニング」「CRMプロモーション」を備えた”リレーションシップ・マーケティングセンター”を通信販売事業者などダイレクトマーケティングを実施している企業向けに提供拡大している。同時に、人材採用や教育の強化を図り、人材サービスへの拡大も図っている。

## 関連会社
- ディー・キュービック株式会社（東京都渋谷区代々木）
- ランゲージワン株式会社（東京都渋谷区代々木）

## スポンサード
- 大宮アルディージャ （サッカーJリーグ3部チーム） 2010～